# Estación Baquedano
Baquedano es una estación ferroviaria ubicada en pleno Desierto de Atacama y alrededores de Baquedano, precisamente en la comuna de Sierra Gorda, Región de Antofagasta, Chile.
La estación, fundada en 1910 y perteneciente al Ferrocarril de Antofagasta a Bolivia (FCAB), sirve íntegramente a la mediana y gran minería de la zona, se encuentra distante a 90 km de Antofagasta. También sirve de punto de conexión con la red del ferrocarril Longitudinal Norte (actualmente perteneciente a Ferronor).

## Historia
La estación fue fundada como una necesidad establecida en un acuerdo del año 1866 por el entonces gobierno boliviano y particulares para la movilización de minerales en la entonces provincia de Cobija. Los particulares en su mayoría chilenos tuvieron grandes dificultades por los constantes cambios en los acuerdos económicos y tributarios de parte del gobierno altiplánico de entonces que gravaban enormemente a los inversionistas chilenos; no así a los extranjeros. Inicialmente se fundó la Cia. Explotadora del Desierto de Atacama en 1868, pero esta empresa debido a lo anterior, cedió sus derechos a la inglesa Melbourne Clark y Cía   que cedieron a su vez sus derechos a inversionistas chilenos que fundaron la Cia.de Salitres y Ferrocarril de Antofagasta.
En 1873 se empezó a construir un trazado ferroviario desde Antofagasta y que se extendió hasta Salinas en 1879, año en que comenzó la Guerra del Pacífico entre Chile, Perú y Bolivia. Chile, una vez ganada la guerra tomó posesión de estos territorios y en 1884  se autorizó la construcción de un trazado ferrovial hasta Bolivia vía paso Ollagüe, celebrándose un acuerdo entre Cia. Minera Huanchaca de Bolivia y la Cia. de Salitres y Ferrocarril de Antofagasta. La Cia. boliviana compró los derechos del ferrocarril a su similar chilena y los cedió a la Cia. inglesa "Antofagasta and Bolivia Railway Company".
Un nuevo estudio en 1889 del gobierno chileno reafirmó la necesidad de establecer una estación-maestranza en el punto de confluencia del trazado de la línea norte-sur (Calera- Iquique) y la línea férrea a Bolivia.  
En 1910 se empezó a construir la estación ferroviaria-maestranza que se transformaría en un importante nudo ferrovial en el norte chileno. La estación tuvo su mayor auge en la época del salitre, lo que hizo que se generara un bullante poblado alrededor de la estación, donde muchos años más tarde pasaría el trazado de la ruta 5 Panamericana Norte  reafirmando la característica de confluencia vial. 
Luego del auge del salitre, la extracción de plata y cobre mantuvo la importancia de la estación que dio origen al pueblo de Baquedano y que aún perdura, como un testigo adormecido de épocas mejores ya pasadas.
En 1967 se realizó un estudio de rentabilidad económica del Longitudinal Norte, señalando entre otras cosas que era rentable suprimir los servicios de pasajeros entre la estación Iquique y Baquedano. El servicio regular dejó de correr en julio de 1975, y ya para 1978 no había flujo de pasajeros. Siguieron operando servicios entre Iquique y Diego de Almagro, pero durante los años posteriores el flujo fue muy irregular, hasta cuando en 1991 durante el gobierno de Patricio Aylwin se concretó la privatización de la red ferroviaria.

## Economía
La economía de Estación Baquedano se sostiene actualmente gracias a la minería a su alrededor, algunas de estas son Glencore Lomas Baya, Sierra Gorda SCM, BHP Spence, Codelco, Antofagasta Minerals entre otras. el trabajo que generan estas mineras hacen que trabajadores se alojen en residenciales, alojamientos en Baquedano en conjunto con restaurantes y restobares de la localidad. Esto ocurre de manera natural en estación Baquedano, ya que es una localidad ubicada en un punto intermedio entre toda esta actividad minera. Gracias a lo anterior muchas familias nuevas han llegado a Estación Baquedano en busca de oportunidades.

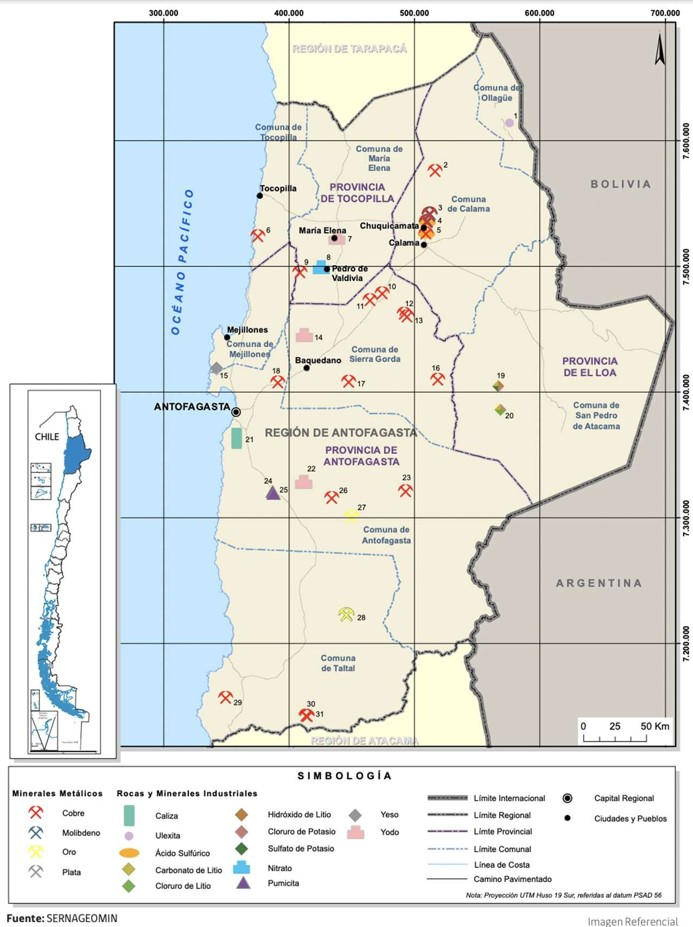
Minería en Estación Baquedano

## Poblado

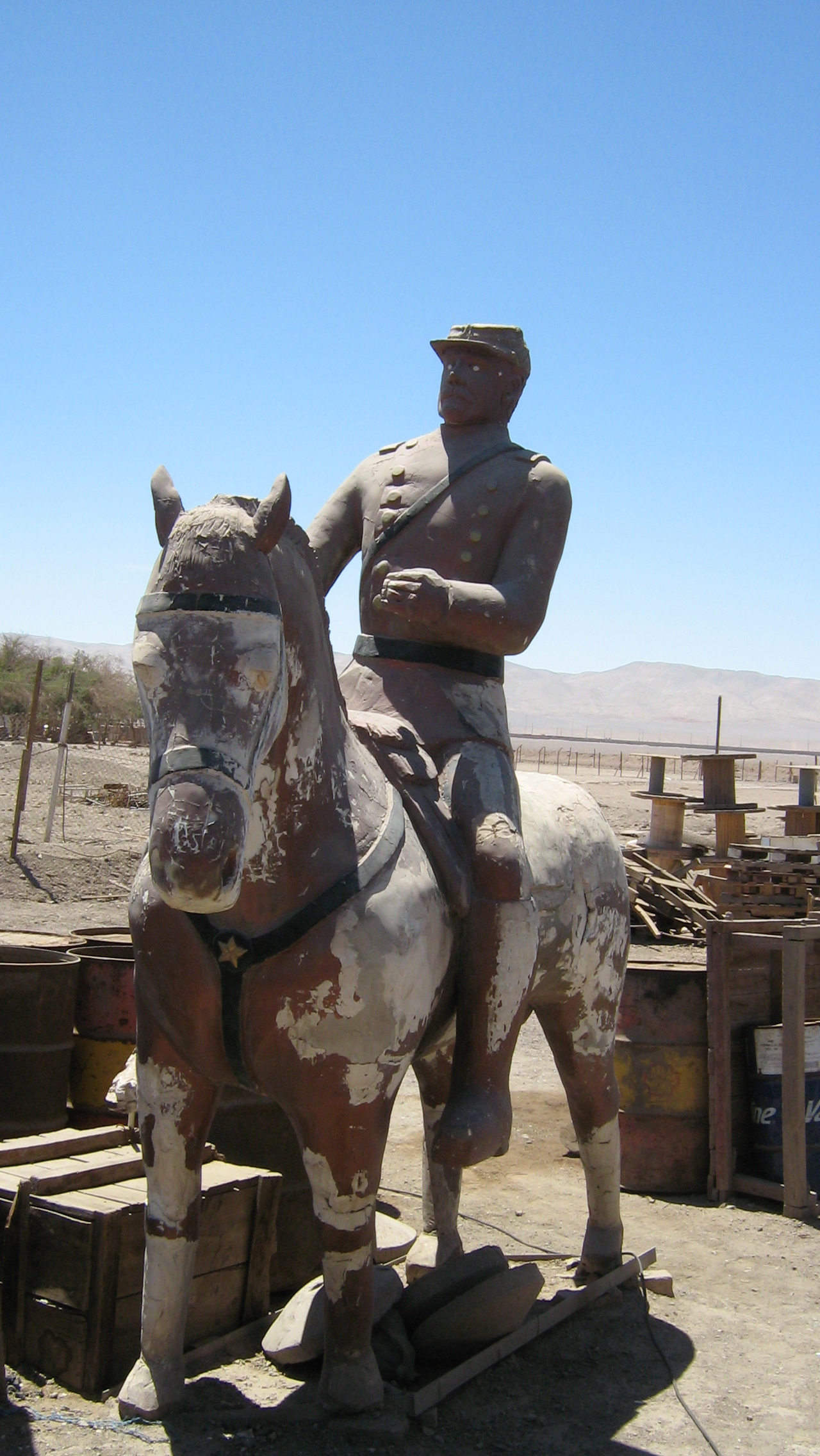
Figura del general Manuel Baquedano contiguo al Museo del Salitre en Baquedano.

Alrededor de la estación se ha desarrollado un pequeño poblado del mismo nombre (Baquedano) donde están ubicadas la Ilustre Municipalidad de Sierra Gorda y una comisaría de Carabineros de Chile. 
Además cuenta con gimnasio, piscina, colegio y todos los servicios básicos necesarios y con la mayoría de los monumentos nacionales y patrimonios culturales-mineros de la zona. El pueblo no se extiende más allá de un par de calles paralelas de forma longitudinal, siendo su eje principal la ruta 5 Norte, que une a la estación con las ciudades de Calama al norte y Antofagasta por el sur.
De dicho lugar salen bifurcaciones viales al Salar de Atacama. En 2008, el pueblo sirvió de locación para la filmación de la película de la saga James Bond 007, Quantum of Solace.

## Valor patrimonial
El valor patrimonial de Baquedano son las instalaciones y material rodoviario que aún permanece en esta estación. La maestranza aún existe con su tornamesa para 16 locomotoras, en vías de restauración. En estas instalaciones existen aún 6 locomotoras de vapor de procedencia alemana y norteamericana, numerosos vagones de transportes de pasajeros, coches-dormitorios, y las estaciones con sus boleterías.